# 黑峽谷城 (亞利桑那州)
黑峽谷城（英語：Black Canyon City）是位於美國亞利桑那州亞瓦派縣的一個人口普查指定地區。根據2010年美國人口普查，該地人口為2697人，而該地的面積約為62.86平方千米。

## 地理
黑峽谷城的座標為34°04′11″N 112°08′22″W / 34.06972°N 112.13944°W，而該地最高點為海拔高度610米（即2000英尺）。
根據美國普查局的數據，黑峽谷城總面積為20.0平方英里（52 平方公里）。
黑峽谷城位於亞瓦派縣南部，與亞利桑那州首府鳳凰城相距以北約22英里，黑峽谷城南部包括羅克斯普林斯（Rock Springs）社區。 17 號州際公路將城市一分為二。17 號州際公路是菲尼克斯和弗拉格斯塔夫之間的主要南北高速公路。阿瓜弗里亞河（Agua Fria）流經黑峽谷城中心，在西南方向注入普萊森特湖 (Lake Pleasant)。